# Daubensand
Daubensand is een gemeente in het Franse departement Bas-Rhin (regio Grand Est) en telt 367 inwoners (1999). De plaats maakt deel uit van het arrondissement Sélestat-Erstein.

## Geografie
De oppervlakte van Daubensand bedraagt 3,9 km², de bevolkingsdichtheid is 94,1 inwoners per km².
De onderstaande kaart toont de ligging van Daubensand met de belangrijkste infrastructuur en aangrenzende gemeenten.

## Demografie
Onderstaande figuur toont het verloop van het inwonertal (bron: INSEE-tellingen).